# Festival du film coréen à Paris 2024
Le Festival du film coréen à Paris 2024, 19e édition du festival, se déroule du 29 octobre au 5 novembre 2024.

## Déroulement et faits marquants
Le 2 octobre 2024, le Festival du film coréen à Paris annonce sa 19e édition, entre le 29 octobre et le 5 novembre 2024, et propose de découvrir le premier long métrage, une comédie horrifique, Handsome Guys de Nam Dong-hyeop qui sera projeté en ouverture et le premier long métrage Hiver à Sokcho de Koya Kamura qui clôtura le festival.
Le 8 octobre 2024, les « Événements » et les « Avant-premières » sont dévoilés.

## Invités
- Nam Dong-hyeop, réalisateur
- Lee Hee-joon, acteur
- Kim Won-kuk, producteur
- Heo Ji-yun, réalisateur
- Lee Jong-hoon, réalisateur
- Kangyu Garam, réalisatrice
- Kim Da-min, réalisatrice
- Kim Tae-yang, réalisateur
- Lee Dae-hee, réalisateur
- Kim Gu-ry, réalisatrice
- Youn Song-yi, professeure
- Lee Dak-young, réalisatrice
- Koya Kamura, réalisateur
- Bella Kim, actrice

## Sélections

### Ouverture
- Handsome Guys (핸섬가이즈) de Nam Dong-hyeop

### Clôture
- Hiver à Sokcho de Koya Kamura

### Événements
- Escape (탈주) de Lee Jong-pil
- Land of Happiness (행복의 나라) de Choo Chang-min
- I, The Executioner (Veteran 2) (베테랑 2) de Ryoo Seung-wan

### Paysage
- At the End of the Film (이 영화의 끝에서) d'Ahn Sun-Kyung
- Citizen of a Kind (시민덕희) de Park Young-ju
- Concerning My Daughter (딸에 대하여) de Lee Mi-rang
- Delivery (딜리버리) de Jang Min-joon
- House Of The Seasons (장손) d'Oh Jung-min
- It's Okay! (괜찮아 괜찮아 괜찮아) de Kim Hye-young
- Lesson (레슨) de Kim Kyungrae
- Lucky, Apartment (럭키, 아파트) de Kangyu Ga-ram (ou Kang Yu-garam)
- Mimang (미망) de Kim Tae-yang
- Voices of the Silenced (되살아나는 목소리) de Park Soo-nam et Park Maeui
- Work to Do (해야 할 일) de Park Hong-jun

### Portrait
Kim Da-min, l'imaginaire face au monde.
- The Chicken of Wuzuh (우주의 닭, court métrage) de Byun Sung-bin
- FAQ (막걸리가 알려줄거야) de Kim Da-min
- Mothering (court métrage) de Kim Mid-eum
- Surface (court métrage) de Kim Da-min
- Ungbi and Non-Human Friends (court métrage) de Kim Da-min

### Avant-premières
- Exhuma (파묘) de Jang Jae-hyeon

### Classiques
- A Story of Hong Gil-dong (홍길동) de Shin Dong-hun
- General Ttoli: 3rd Tunnel (똘이장군 제3땅굴편) de Kim Chung-gi
- Kongjui and Patchui (콩쥐 팥쥐) de Gang Tae-ung

### Spéciale animation
- Padak (파닥파닥) de Lee Dae-hee

### Shortcuts

#### Shortcuts1
Cette première section présente huit courts métrages en compétition :
- A Small Garden by the Window (창가의 작은 텃밭) de Lee Jong-hoon
- An Ordinary Day (가장 보통의 하루) de Gim Ju-yeon
- Drain (드레인) de Yi Ji-yeon
- Eye (눈눈눈) de Nam Hyok-young et Choi Yoo-jae
- Missing Child (지호) de Han Hye-hyun
- Perpetrator (가(家)해자) de Kim Hye-jin
- Suzuki (스즈키) d'Ahn Jung-min
- Wild Office (와일드 오피스) de Park Ji-yoon

#### Shortcuts2
- Diary Booth (다이어리 부스) de Ryu Ji-reh et Shim Woo-min
- Escape Velocity (탈출속도) de Park Se-yong
- Galloper (갤로퍼) d'Oh Han-wool
- Missing Moon (미씽문) de Youn Song-yi
- My Mother's Story (내 어머니 이야기) de Kim So-younh
- Rendezvous (랑데부) de Park Yoon-joo
- Worry Bread (할머니의 걱정빵) de Park Ha

#### Shortcuts3
- I Became a Cat (고양이가 되었다) de Lee Hee-young
- Mole Men de Jo Gyung-min et Jo Jung-mi
- Oh Jjang Ddung (짱뚱이네 똥황토) de Park Jae-beom
- Photosynthesis (광합성) de Kim Ye-rin
- Rest Area (졸음쉼터) de Jung Hae-yoon
- Unboxing de Park Rae-kyung
- Why (왜) de Kim Yoon-ji

#### Shorts Kids
- Dear My Bear (디어 마이 베어) de Jin Seong-yeon
- Chilli (칠리) de Sim Ye-ri
- Finding Mom (새엄마찾기) de Lee Ye-ryeong
- Hello! (안녕!) de Lee Da-young
- Monster Sister (몬스터 시스터) de Choi Eun-ji
- Returning Home (하교) de Hong Seong-eun
- The Weird Relationship (오묘한 사이) de Nam Ye-jin

#### Strangecuts
- Bring Me the Head of the Smiling Pig (웃어 돼지야) de Chang Woo-je
- Fish in the Shattered World (깨진 세상의 물고기) de Kim Gu-ry
- Flicker (껌벅) d'Oh Dae-un
- The Monster (더 몬스터) de Yang ru-by et Kim Bo-min
- The Nightmare (악몽) de Han Seung-won
- Sound of the Divine Bell (종의 소리) de Hwang Ji-eun
- Walking Trail (워킹트레일) de Lee Hey-won

### SéanceFlyasiana
Lumière sur Heo Ji-yun :
- Home Town (가정동)
- New Born
- Trevi

### SéanceFlyani
Lumière sur Lee Jong-hoon :
- 1984 Redux de Youn Song-yi
- Angels with a Sore Yoke (안녕이 아픈 천사들) de Noh Yuk-yung
- Architect A (건축가) de Lee Jong-hoon
- Brawl Stars - Skura Spike ep. 5 de Lee Jong-hoon
- Browl Stars - Get the Kit! de Kim Jong-hwan
- Cage of Psyche de Jeon So-eun
- Dis Covers de Gim Bo-seong
- Meow de Lee Ji-hye
- Nalsum (날숨) de Jeon So-eun
- Rhythmens, ep. 0, 1, 3 (리드멘스 Ep. 0, 1, 3) de Jeon Eun-jin
- Sigh of Sighs de Gim Bo-seong
- The Starry Night (별이 빛나는 밤에) de Lee Jong-hoon
- Stoning (돌팔매) de Gim Bo-seong
- Toon Blast - Cooper's Magic Potion de Jeon So-eun

### Master-Class
Lumière sur Kim Won-kuk.

## Palmarès
Les récompenses sont prononcées :
- Prix du public : Citizen of a Kind (시민덕희) de Park Young-ju
- Prix Flyani du meilleur court métrage : Rest Area (졸음쉼터 de Jung Hae-yoon
- Prix Kia de la meilleure animation : My Mother's Story (내 어머니 이야기) de Kim So-younh
- Prix Keystone du meilleur scénario : Suzuki (스즈키) d'Ahn Jung-min
- Mention spéciale du jury pro : Suzuki (스즈키) d'Ahn Jung-min
- Mention spéciale du jury étudiant : Escape Velocity (탈출속도) de Park Se-yong
- Prix du public des Shorts Kids : Missing Moon (미씽문) de Youn Song-yi
- Prix du public des Strangecuts : The Nightmare (악몽) de Han Seung-won